# توم نايلور
توم نايلور (بالإنجليزية: Tom Naylor) (28 يونيو 1991 في المملكة المتحدة - ) هو لاعب كرة قدم بريطاني في مركز الدفاع. لعب مع برادفورد سيتي وديربي كاونتي وغريمسبي تاون وكامبريدج يونايتد ونادي بيرتن ألبيون ونيوبورت كونتي وBelper Town F.C. ‏ والفرتون تاون ‏ ونادي مانسفيلد تاون.

## وصلات خارجية
- توم نايلور على موقع قاعدة بيانات كرة القدم.إي يو (الإنجليزية)
- توم نايلور على موقع Soccerbase.com (لاعب) (الإنجليزية)
- توم نايلور على موقع Soccerway.com (الإنجليزية)

{{شريط تصفح تشكيلة فريق كرة قدم
|الاسم=
|اسم الفريق= ويغان أثلتيك
|القائمة=
- 1 Sam Tickle [الإنجليزية]‏
- 2 Jon Mellish [الإنجليزية]‏
- 4 Will Aimson [الإنجليزية]‏
- 5 سيسيغنون
- 6 وير
- 7 Dion Rankine [الإنجليزية]‏
- 8 Matt Smith (footballer, born 2000) [الإنجليزية]‏
- 10 Ronan Darcy [الإنجليزية]‏

{{لاعب تشكيلة فريق كرة قدم|الرقم=12|الاسم=Watson
- 14 Chris Sze [الإنجليزية]‏
- 15 Jason Kerr (footballer) [الإنجليزية]‏
- 16 Baba Adeeko [الإنجليزية]‏
- 17 Toby Sibbick [الإنجليزية]‏
- 18 سميث
- 19 Luke Robinson (footballer, born 2001) [الإنجليزية]‏
- 20 مكمانامان
- 21 Scott Smith (footballer, born 2001) [الإنجليزية]‏
- 22 لونيرغان
- 23 كاراغر
- 24 Harry McHugh [الإنجليزية]‏
- 26 Joe Adams (footballer, born 2004) [الإنجليزية]‏
- 27 Kai Payne [الإنجليزية]‏

{{لاعب تشكيلة فريق كرة قدم|الرقم=30|الاسم=Reilly
- 35 Tyrese Francois [الإنجليزية]‏
- 37 Maleace Asamoah [الإنجليزية]‏
- 41 K'Marni Miller [الإنجليزية]‏
- 44 هنجبو
- 47 J. Robinson
- — Dara Costelloe [الإنجليزية]‏
- مدرب: لوي